# 디비피디아
디비피디아(DBpedia, 디비피디어, 여기서 DB는 데이터베이스를 의미)는 위키백과 프로젝트에서 만든 정보로부터 구조화된 내용을 추출하기 위한 프로젝트이다. 이 구조화된 정보는 월드 와이드 웹을 통해 이용할 수 있다. 디비피디아는 사용자가 기타 관련 데이터셋에 대한 연결을 포함하여 위키백과 자원의 관계와 속성을 시맨틱하게 질의할 수 있게 한다. 팀 버너스리는 디비피디아를 분산화된 링크드 데이터 노력의 가장 유명한 부분 가운데 하나로 지적하였다.

## 예
디비피디아는 위키백과 문서에서 사실인 정보를 추출함으로써 사용자들이 여러 위키백과 문서에서 정보가 만연한 질문에 대한 답변을 찾을 수 있게 한다. 데이터는 SPARQL이라는 이름의 RDF를 위한 SQL과 같은 질의어를 사용하여 접근한다.
```
PREFIX
 
dbprop
:
 
<http://dbpedia.org/property/>

PREFIX
 
db
:
 
<http://dbpedia.org/resource/>

SELECT
 
?who
,
 
?WORK
,
 
?genre
 
WHERE
 
{

 
db
:
Tokyo_Mew_Mew
 
dbprop
:
author
 
?who
 
.

 
?WORK
  
dbprop
:
author
 
?who
 
.

 
OPTIONAL
 
{
 
?WORK
 
dbprop
:
genre
 
?genre
 
}
 
.

}

```

## 같이 보기
- 시맨틱 미디어위키
- 위키데이터